# 拉斯米納斯 (拉斯米納斯區)
拉斯米納斯（西班牙語：Las Minas），是巴拿馬的城鎮，位於該國中南部，由埃雷拉省的拉斯米納斯區負責管轄，面積57.1平方公里，海拔高度360米，2010年人口1,975，人口密度每平方公里34.6人。